# Klaudije de la Colombière
Klaudije de la Colombière (Saint-Symphorien-d'Ozon, 2. veljače 1641. – Paray-le-Monial, 15. veljače 1682.), francuski isusovac, misionar i svetac.

## Životopis
Rodio se 2. veljače 1641. u Saint-Symphorien-d'Ozonu (jugoistočna Francuska) u obitelji javnog bilježnika. Školovao se u Vienneu, a retoriku i filozofiju je studirao u Lyonu. 1659. godine ulazi kao novak u Družbu Isusovu. Sljedeće godine postaje profesor u Avignonu, a 1666. je poslan na studij teologije u Pariz. Svečane zavjete polaže 1675. godine u Lyon te je preuzeo službu nadstojnika isusovačkog kolegija u Paray-le-Monialu.
Sljedeće godine je poslan u London za propovjednika na dvoru Marije Modenske gdje je obratio brojne protestante na katoličanstvo. Zbog toga je 1678. godine uhićen i optužen za "papističku zavjeru protiv Engleske". U zatvoru mu je ozbiljno narušavano zdravlje te je 1679. protjeran iz Engleske i vraća se u Lyon. Umire u Paray-le-Monialu, 15. veljače 1682. godine. Blaženim ga je proglasio 16. lipnja 1929. papa Pio XI., a svetim 21. svibnja 1992. papa Ivan Pavao II.